# Comuna de Grzegorzew
Grzegorzew (polaco: Gmina Grzegorzew) é uma gminy (comuna) na Polónia, na voivodia de Grande Polónia e no condado de Kolski. A sede do condado é a cidade de Grzegorzew.
De acordo com os censos de 2006, a comuna tem 5615 habitantes, com uma densidade 75,9 hab/km².

## Área
Estende-se por uma área de 73,43 km², incluindo:
- área agricola: 84%
- área florestal: 5%

## Demografia
Dados de 30 de Junho 2004:
|                      | Total   | Total | Mulheres | Mulheres | Homens  | Homens |
| -------------------- | ------- | ----- | -------- | -------- | ------- | ------ |
|                      | pessoas | %     | pessoas  | %        | pessoas | %      |
| População            | 5572    | 100   | 2826     | 50,7     | 2746    | 49,3   |
| Densidade (pop./km²) | 75,9    | 100   | 38,5     | 38,5     | 37,4    | 37,4   |

De acordo com dados de 2002, o rendimento médio per capita ascendia a 1242,48 zł.

## Comunas vizinhas
- Comuna de Babiak, gmina Dąbie, gmina Kłodawa, Comuna de Koło, Comuna de Olszówka